# Al-Garb
O Al-Garb ou Al-Garb marroquino (em árabe: غرب, romazniz.: Ġarb ou Gharb) é uma região histórica e natural do noroeste de Marrocos. Também denomina planície do Garb (سهل الغرب sahl a o-ġarb, «planície oeste»), já que é uma grande planicie de cerca de 6.000 km², com uma elevação média dentre 4 e 5 metros acima do nível do mar, a nordeste de Rabat e a noroeste de Mequinez, na costa do Atlántico, a oeste e com o Rif, a norte. Com chuvas abundantes no inverno, podem-se formar marismas. A planície do Garb é atravessada pelo rio Sebú. O Al-Garbe era uma das subregiões da antiga região Garb-Chrarda-Beni Hsen, atualmente Rabat-Salguei-Kenitra.
O Al-Garb é uma região produtora de arroz, açúcar de cana e beterraba, e tabaco, todos produtos de regadío. Também se cultivam citrinos.

## Toponímia
Durante o período da presença portuguesa no norte de África, o território do Al-Garb marroquino foi conhecido como Algarve d'Além Mar, por oposição do Algarve d'Áquem Mar, que se refere ao atual território português denominado Algarve. Neste período, os reis portugueses incluíram no seu título régio de "Rei de Portugal e dos Algarves, d'Aquém e d'Além Mar".

## Geografia

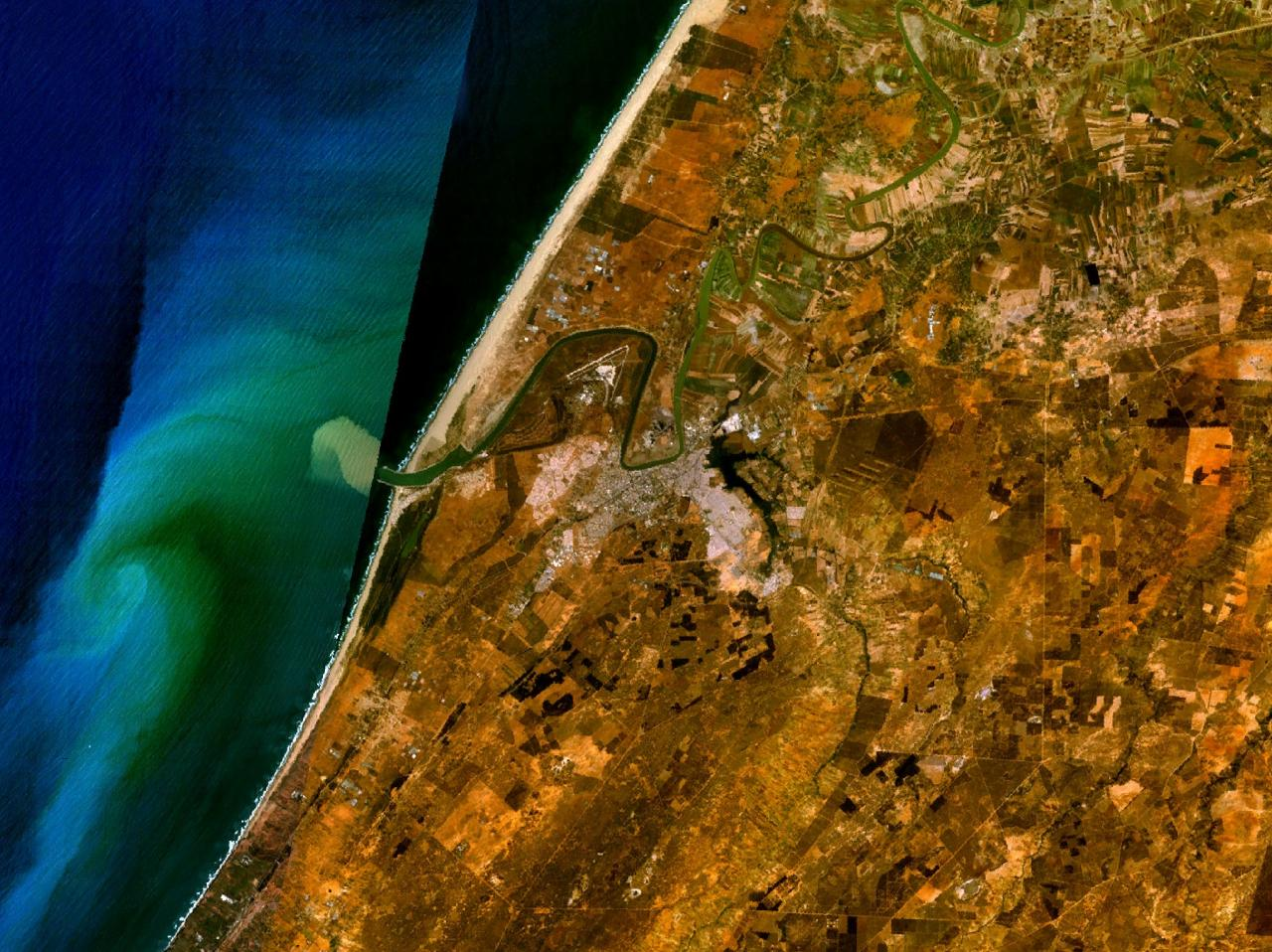
Vista de satélite do delta do rio Sebú (wadi Sebou) e a cidade de Quenitra (Qunaitra).

## População
Algumas das cidades mais importantes do Al-Garb são Alcácer Quibir, Sidi Kacem, Sidi Slimane e Quenitra, capital da antiga região de Gharb-Chrarda-Beni Hssen. O Al-Garb localiza-se no coração da rede ferroviária marroquina, planificada em forma de X, onde a interseção de ambas linhas tem lugar em Sidi Kacem.
Na região do Al-Garb foi habitada por várias tribos árabes, incluindo os Beni Hssen, Sefiane, Beni Malek, Khlout, Chrarda e Sahel, cujo antigo significado político e cultural já não tem influência na atualidade. Na segunda metade do século XX, muitas famílias bereberes emigraram desde as regiões montanhosas de Marrocos para esta região. Atualmente, o principal idioma é o árabe marroquino.

## Economia

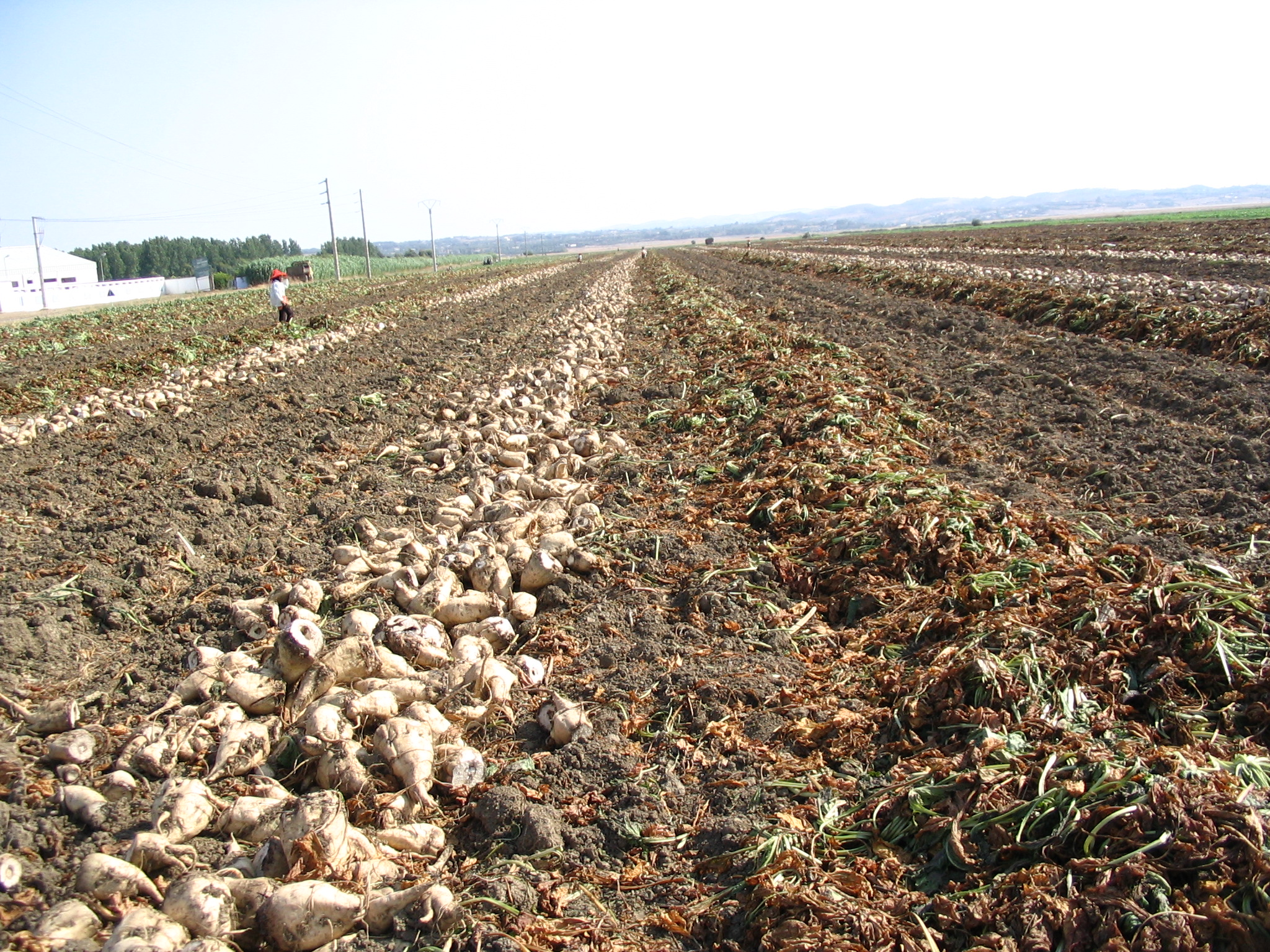
Cultivo de beterraba açucareira nos extensos campos da planície do Garb.

A agricultura, que se pratica no Al-Garb desde há mais de 2000 anos, continua a ser a principal atividade económica. A planície do Garb era designada pelos romanos como o «celeiro» da Berbería, de elevada importância para o abastecimento de cereais ao Império Romano. Volubilis, a segunda cidade mais importante da província romana da Mauritania Tingitana, encontrava-se a apenas alguns quilómetros ao sul do Al-Garb. Numerosos colonos franceses se estabeleceram nesta região durante o Protectorado Francês de Marrocos (1912-1956) e atualmente, a planície do Garb continua a ser uma das zonas agrícolas mais importantes de Marrocos, onde se cultivam trigo, beterraba, arroz, girassol, milho e cana de açúcar, em solos que são predominantemente ricos. O açúcar proveniente do cultivo de cana foi uma importação muito popular na Europa durante a Idade Média. Também se cria gado bovino para a produção de leite e carne.